# Драгомир Јовичић
Драгомир Јовичић (Борци, 27. јул 1961) је политичар, професор и бивши Министар унутрашњих послова Републике Српске.

## Биографија
Јовичић је рођен 27. јула 1961. године у Борцима, општина Котор Варош. Дипломирао је на Правном факултету у Бањој Луци, где је и магистрирао 2004. године, на смеру државноправних наука. Докторску дисертацију Утицај транзиције на рад органа државне управе Републике Српске, с посебним освртом на полицију је одбранио 2006. године на Правном факултету у Крагујевцу.
У Министарству унутрашњих послова Републике Српске је провео 18 година на разним дужностима, укључујући дужност министра и начелника Управе за полицијско образовање од 2003. до 2005. године. Упоредо с тим, на Високој школи унутрашњих послова је предавао предмет Организација и надлежност полиције, прво као виши предавач, а затим као доцент, након избора у новембру 2006. године. У фебруару 2007. године изабран је у звање доцента на за предмете Увод у право и Уставно право на Факултету за безбједност и заштиту. У априлу 2021. године, изабран је за ванредног професора на истом факултету, за основне студије првог циклуса.

## Дела
Књиге
1. Проф. др Мићо Бошковић и Драгомир Јовичић, Криминалистика методика, 2002. год., ВШУП Бања Лука,
2. Мр Драгомир Јовичић, монографија Улога полиције Републике Српске у имплементацији Дејтонског мировног споразума, 2005. год., ВШУП Бања Лука.
3. Доц. др Драгомир Јовичић, монографија Утицај транзиције на рад органа државне управе Републике Српске, с посебним освртом на полицију, 2007. год., Факултет за безбједност и заштиту, Бања Лука.
4. Доц. др Драгомир Јовичић, Организација и надлежност полиције, 2008. год., Факултет за безбједност и заштиту, Бања Лука.
5. Проф. др Драгомир Јовичић, Јавна безбедност, 2011. год., Факултет за безбједност и заштиту, Бања Лука.
6. Проф. др Драгомир Јовичић, Организација и надлежност полиције, 2011. год., Факултет за безбједност и заштиту, Бања Лука.
7. Проф. др Драгомир Јовичић, Детективска дјелатност, 2012. год., Факултет за безбједност и заштиту, Бања Лука.
8. Проф. др Драгомир Јовичић и доц. др. Војин Пилиповић, Детективска делатност, 2012. год., Факултет за правне и пословне студије, Нови Сад.
9. Проф. др Драгомир Јовичић и доц. др. Миле Шикман, Привредна криминалистика, 2014. год., Факултет за безбједност и заштиту, Бања Лука.
10. Проф. др Драгомир Јовичић и др. Гојко Шетка, Организација и надлежност полиције, 2015. год., Факултет за безбједност и заштиту, Бања Лука.
11. Проф. др Драгомир Јовичић и проф. др. Здравко Скакавац, Привредна криминалистика, 2015. год., Факултет за правне и пословне студије, Нови Сад.
12. Проф. др Драгомир Јовичић и проф. др. Војин Пилиповић, Детективска делатност, 2015. год., Факултет за правне и пословне студије др Лазар Вркатић, Нови Сад.
13. Проф. др Драгомир Јовичић и проф. др. Војин Пилиповић, Јавна безбедност, 2017. год., Факултет за правне и пословне студије др Лазар Вркатић, Нови Сад.
14. Проф. др Драгомир Јовичић и др Гојко Шетка, Организација и надлежност полиције, 2018. год., Графомарк
15. Проф. др Драгомир Јовичић, Увод у право, 2018. год., Факултет за правне и пословне студије др Лазар Вркатић, Нови Сад.
16. Проф. др Драгомир Јовичић и проф. др Синиша Каран, Увод у право, 2019. год., Факултет за безбједност и заштиту, Бања Лука.
17. Проф. др Драгомир Јовичић и проф. др. Здравко Скакавац, Привредна криминалистика, 2019. год., Факултет за правне и пословне студије др Лазар Вркатић, Нови Сад.
18. Проф. др Драгомир Јовичић и др Гојко Шетка, Јавна безбједност, 2020. год., Универзитет у Бањој Луци, Факултет безбједносних наука, Бања Лука.
19. Проф. др Драгомир Јовичић и др Гојко Шетка, Организација и надлежност полиције, 2023. год., Универзитет у Бањој Луци, Факултет безбједносних наука, Бања Лука.